# 德魯莫哈爾峰

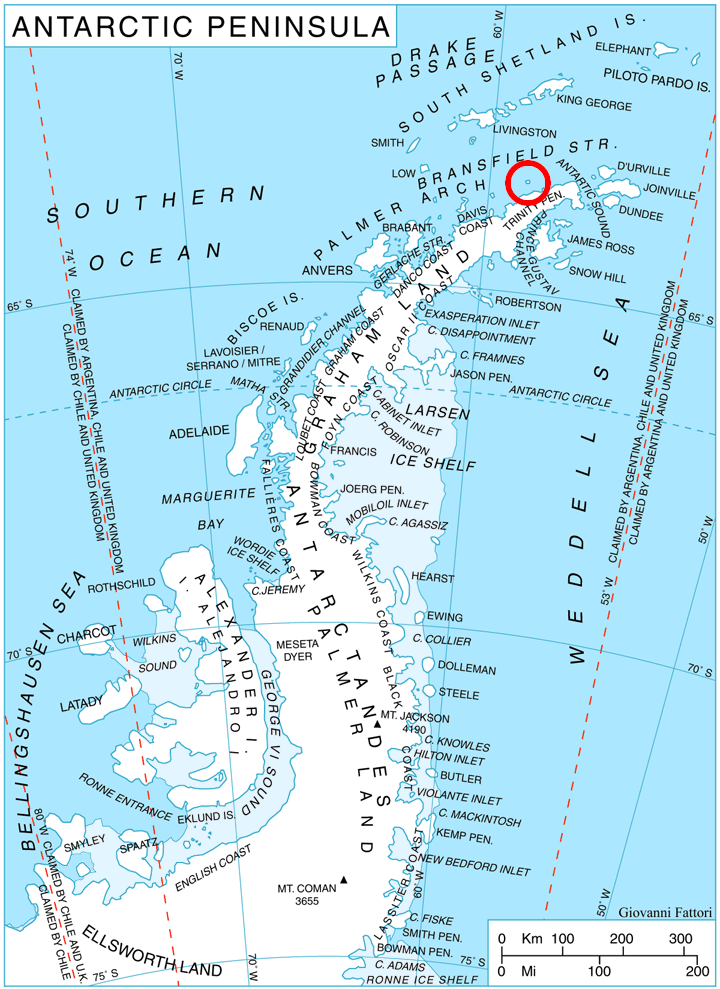

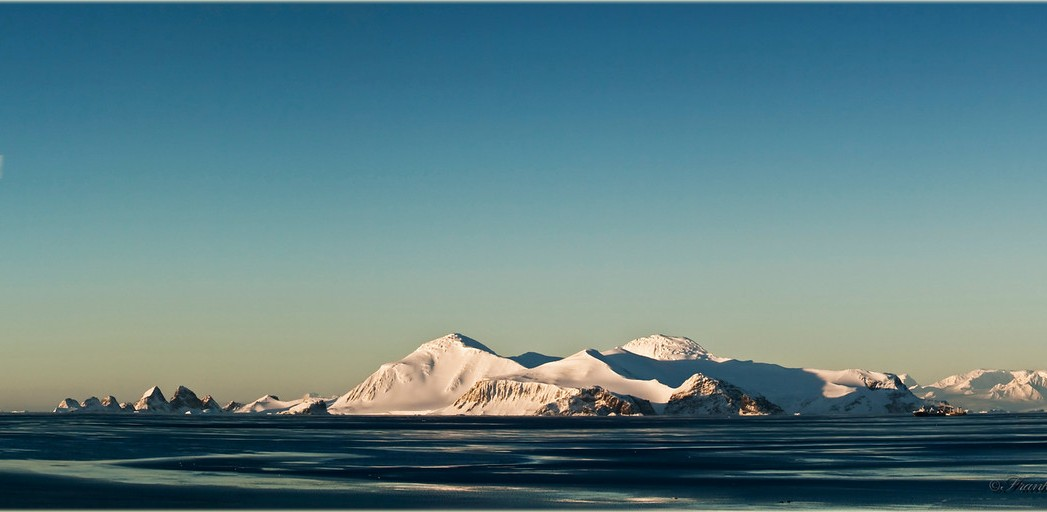

德魯莫哈爾峰（英語：Drumohar Peak）是南極洲的山峰，位於葛拉漢地的星盤島東北部，處於拉杜伊爾角以東3.15公里和羅奇峰西北面1.9公里，海拔高度553米，以保加利亞西部鄉鎮命名，現時由南極條約體系管理。